# Устюгов, Валерий Николаевич
Валерий Николаевич Устюгов (3 апреля 1947 — 28 апреля 2021, Калининград) — российский политический деятель. Член Совета Федерации Федерального собрания РФ от Калининградской области.

## Биография
В 1992 г. назначен главой администрации Балтийского района Калининграда. 27 марта 1994 г. избран депутатом Калининградской областной Думы. 26 апреля 1994 г. — председатель Калининградской областной думы.
С января 1996 г. — член Совета Федерации по должности. 6 октября 1996 г. — избран депутатом Калиниградской областной Думы. 30 октября 1996 г. — председатель Калининградской областной думы второго созыва.
В 2000 году нашумел его конфликт с занимавшим тогда пост губернатора Леонидом Горбенко, в результате чего экс-глава региона, известный своими эпатажными выходками, полез в драку на борту самолёта, в котором они вместе летели.
Умер 28 апреля 2021 года в Калиниграде.

### Совет Федерации
C 18 декабря 2000 г. — представитель в Совете Федерации Федерального Собрания Российской Федерации от администрации Калининградской области. Срок окончания полномочий — ноябрь 2004 года.